# Травниковское сельское поселение
Травниковское се́льское поселе́ние — муниципальное образование в Чебаркульском районе Челябинской области Российской Федерации. В рамках административно-территориального устройства муниципальное образование  соответствует административно-территориальной единице Травниковский сельсовет.
Административный центр — село Травники.

## История
По актовым записям отдела ЗАГС райисполкома Трвниковский сельский Совет образован
в 1918 году.
На 1928 год в состав Трвниковского сельского Совета входили: п.Мельниковский, 
Путовская стать, п.Травниковский, п.Щапинский (Справочник административно-территориального деления Уральской области. Том. 2. Свердловск : Издательство орготдела Уралоблисполкома, 1928).
На основании решения облисполкома N 167 от 25.03.1959 к Травниковскому сельскому
Совету присоединен Комбулатовский сельский Совет (ф.2, оп.1, д.132, л.17), а в 1960 году, на основании решения облисполкома N 230 от 30.04.1960 - Шахматовский сельский Совет и Пустозеровский сельский Совет.
В 1966 году в сельсовет  входили 20 селений: Травники, Аджатар, платформа Барановка, Барсуки, Боровое, Грачевка, Дальный, Запивалово, Заря, Комбулат, Косотурка, Кугалы, Малково, Маскайка, Мельниково, Первомайка, Пустозерово, Спутник, Шахматово, Щапино
(Справочник административно-территориального деления Челябинской области 1965 год).
В декабре 1971 года, на основании решения Челябинского облисполкома N 560 от 16.11.1971 и Указа Президиума Верховного Совета СССР от 10.12.1971, из Травниковского сельского Совета был выделен Шахматовский сельский Совет (ГАЧО ф. р-274, оп.10, д.1365, л.102).
По актовым записям отдела ЗАГС райисполкома Травниковский сельский Совет образован в 1918 году.
Административный центр находился в с.Травники, в состав входили селения: п.Мельниковский, Путовская стать, п.Травниковский, п.Щапинский (Справочник административно-территориального деления том. 2 Уральской области 1928 года).
В 1959 году, основаясь на решение облисполкома N 167 от 25.03.1959 был присоединен Комбулатовский сельский Совет (ф.2, оп.1, д.132, л.17).
В 1960 году на основании решения облисполкома N 230 от 30.04.1960 были присоединены Шахматовский сельский Совет и Пустозеровский сельский Совет.
В 1966 году Травниковский сельский Совет объединял 20 деревень, посёлков и сел: Травники, платформа Аджатар, Барановка, Барсуки, Боровое, Грачевка, Дальный, Запивалово, Заря, Комбулат, Косотурка, Кугалы, Малково, Маскайка, Мельниково, Первомайка, Пустозерово, Спутник, Шахматово, Щапино
(Справочник административно-территориального деления Челябинской области 1965 года).
В декабре 1971 года, на основании решения Челябинского облисполкома N 560 от 16.11.1971 и Указа Президиума Верховного Совета СССР от 10.12.1971 из Травниковского сельского Совета был выделен Шахматовский сельский Совет (ГАЧО ф. р-274, оп.10, д.1365, л.102)
Статус и границы сельского поселения установлены Законом Челябинской области от 16 ноября 2004 года № 311-ЗО «О статусе и границах Чебаркульского муниципального района и сельских поселений в его составе»

## Население
| 2002  | 2010  | 2011  | 2012  | 2013  | 2014  | 2015  |
| ----- | ----- | ----- | ----- | ----- | ----- | ----- |
| 5403  | ↘5055 | ↘5053 | ↘5025 | ↘4993 | ↘4876 | ↘4811 |
| 2016  | 2017  | 2018  | 2019  | 2020  | 2021  | 2023  |
| ↗4816 | ↗4923 | ↗4943 | ↗4963 | ↘4949 | ↗5467 | ↗5468 |

## Состав сельского поселения
| № | Населённый пункт | Тип населённого пункта       | Население |
| - | ---------------- | ---------------------------- | --------- |
| 1 | Барсуки          | деревня                      | ↘224      |
| 2 | Камбулат         | деревня                      | ↗251      |
| 3 | Малково          | деревня                      | ↘559      |
| 4 | Маскайка         | деревня                      | ↘599      |
| 5 | Мельниково       | деревня                      | ↘300      |
| 6 | Пустозерово      | село                         | ↘355      |
| 7 | Спутник          | посёлок                      | ↘185      |
| 8 | Травники         | село, административный центр | ↘2334     |
| 9 | Щапино           | деревня                      | ↘248      |